# Marie-Anne de Bourbon (1666-1739)
Pour les articles homonymes, voir Marie-Anne de Bourbon.
Titre
Princesse de Conti
16 janvier 1680 – 9 novembre 1685
(5 ans, 9 mois et 24 jours)
Signature
Marie-Anne de Bourbon, dite Mademoiselle de Blois (première du nom), est née au château de Vincennes le 2 octobre 1666 et est morte à Paris le 3 mai 1739. Fille de Louis XIV et de Louise de La Vallière, elle devint princesse de Conti par son mariage avec Louis-Armand de Bourbon-Conti, puis princesse douairière de Conti après la mort de son époux. Elle est parfois décrite comme la fille préférée du roi. 

## Biographie

### Enfance
Marie-Anne est le troisième enfant naturel que Louis XIV eut de Louise de La Vallière. Elle nait quelques mois après la mort de la reine mère Anne d'Autriche et est confiée à Marie Charron, épouse de Jean-Baptiste Colbert, principal ministre du roi. La petite fille est légitimée par lettres-patentes dès le mois de mai 1667 et est dès lors nommée « Mademoiselle de Blois ». En 1674, elle est présentée à la cour, qui loue déjà sa grâce et sa beauté. Cette présentation est donc un succès pour Marie-Anne et le couple de son père, qui cherche à utiliser cet évenement. 
Pour le roi et Madame de Montespan, sa nouvelle favorite, elle n'est pas sans arrière-pensée : les deux amants pensent alors faire revenir la duchesse de La Vallière - qui sert alors de paravent a leur liaison illégitime - sur ses projets de se retirer au couvent des Carmélites du faubourg Saint-Jacques à Paris. La duchesse de La Vallière, écœurée de la cour et tout à son repentir, prend le voile sous le nom de « sœur Louise de la Miséricorde » après avoir confié ses enfants à la belle-sœur du roi, Élisabeth-Charlotte de Bavière, duchesse d'Orléans et princesse palatine. 
Marie-Anne devient ainsi duchesse de La Vallière et de Vaujours en 1675 mais continue d'être connue sous le nom de « Mademoiselle de Blois ». La princesse s'affirme comme la fille préférée du roi. Toute sa vie, elle est également très proche de sa mère qu'elle visite fréquemment en son couvent et de son frère, le comte de Vermandois, qui, débauché à l'âge de 14 ans par l'amant de son oncle, le Chevalier de Lorraine, est disgracié par le roi. Sur les instances de sa belle-sœur, la duchesse d'Orléans, le souverain permet au jeune homme de se racheter auprès de lui. 
Il l'incite alors a participer au siège de Courtrai. Le jeune prince y trouvera la mort à l'âge de 16 ans en 1683. Son corps est inhumé en la cathédrale Notre-Dame-et-Saint-Vaast d'Arras. Entre-temps, le roi aime suffisamment sa fille légitimée pour la vouloir mariée à un prince souverain et songe ouvertement à son cousin Victor-Amédée II de Savoie alors mineur. La maison de Savoie, malgré sa moindre importance politique et sa proche parenté avec le monarque, refuse alors de s'allier avec une princesse légitimée, fût-elle de sang royal. L'union n'eut donc jamais lieu. 

### Mariage
Le Grand Condé, soucieux de rentrer en grâce, ne se retient pas de proposer au roi l'aîné de ses neveux, princes du sang, orphelins dont il a la charge. Marie-Anne épouse à 13 ans, le 16 janvier 1680 au château de Saint-Germain-en-Laye, le prince Louis-Armand de Bourbon-Conti, alors âgé de 18 ans. C'est le premier mariage entre un prince du sang et un enfant naturel du roi. À cette occasion, le roi consent à sa fille une dot d'un million de livres. Il sait également qu'en mariant sa fille ainsi, il déshonore les membres de la famille qui s'étaient révoltés durant la Fronde. 
La jeune princesse de Conti détient néanmoins un avantage sur ses demi-sœurs nées de l'union du roi et de la marquise de Montespan. Sa mère, étant célibataire, a pu être nommée de façon officielle sur son acte de baptême. La marquise de Montespan, étant une femme mariée, n'a pas été mentionnée sur les actes de baptême de ses enfants pour éviter d'une part le scandale de ce double adultère royal et d'une autre part, que le marquis de Montespan, pour leur nuire, ne puisse faire reconnaître les enfants du souverain et de la favorite royale comme étant les siens. 

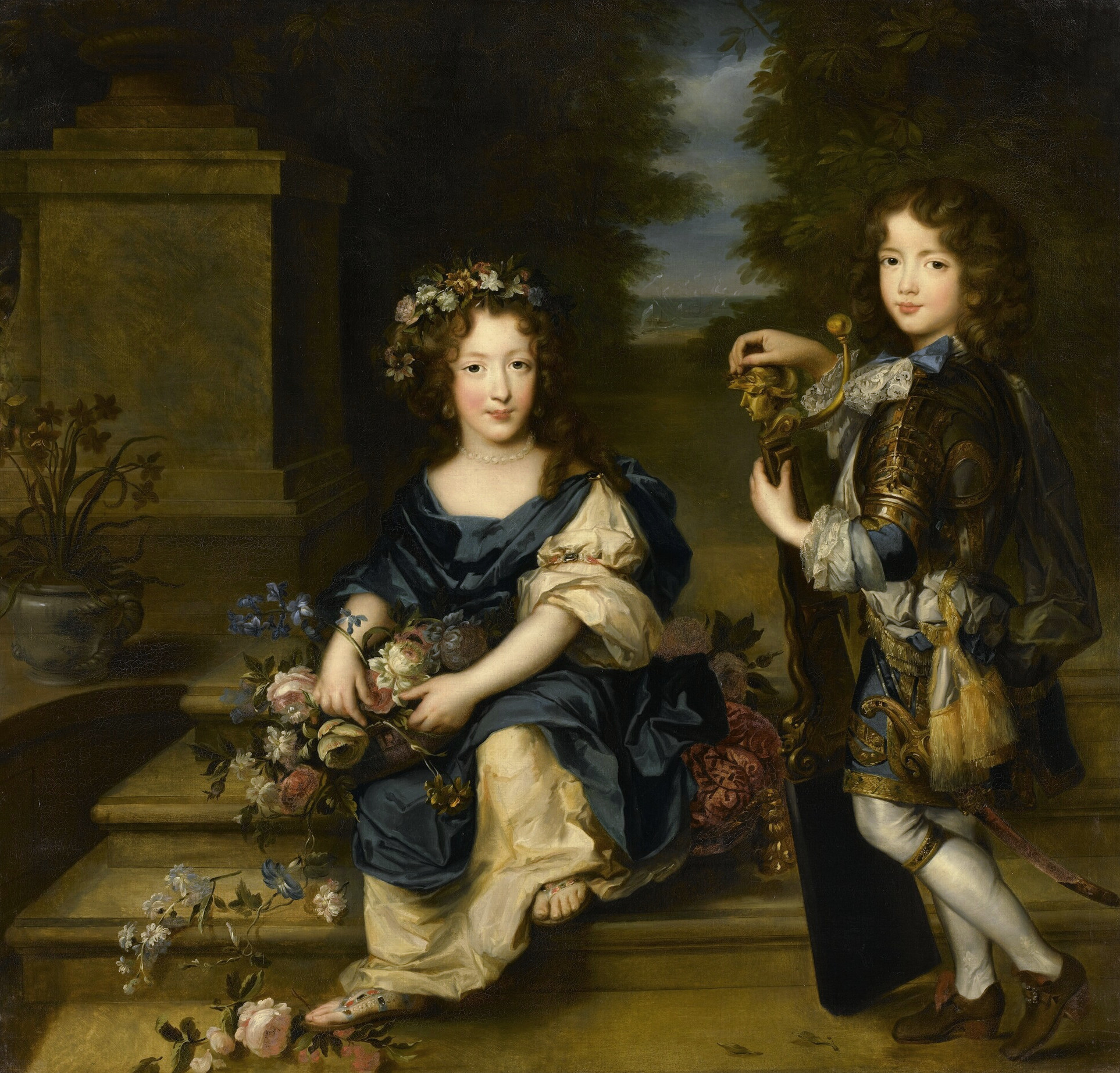
Marie-Anne et son jeune frère, Louis.

Afin de cacher cette honte, les filles de la marquise signeront toujours de leur prénom comme les filles de France sans pour autant faire illusion. Marie-Anne ajoutera après son paraphe les mots « légitimée de France » pour bien faire marquer sa différence, sa position et son avantage vis-à-vis des autres enfants que le roi eut de la marquise. 

### Un ménage disharmonieux

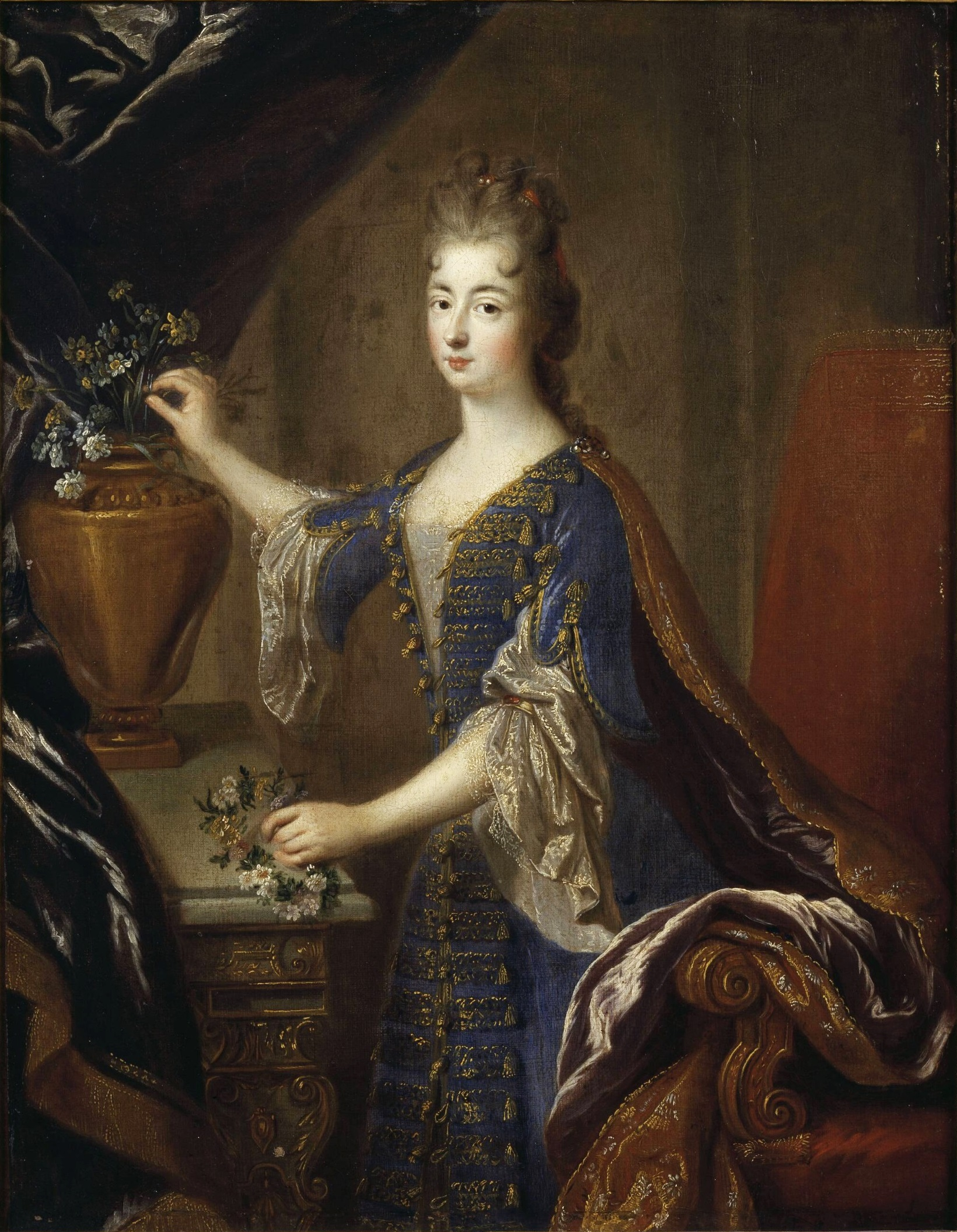
Marie-Anne de Bourbon, princesse de Conti par François de Troy, 1680.

Après une nuit de noces catastrophique, la mariage reste stérile. D'aucuns prétendent même que la princesse a été déflorée par son beau-frère, le galant François-Louis de Bourbon-Conti. En tout cas, le mariage entre cette jeune fille pleine de charme et un prince renfermé et pieux est un cuisant échec. Le prince de Conti, amoureux éconduit par sa propre épouse, est la risée de la cour. Il quitte alors la dévotion et se réfugie dans la débauche puis part combattre les Turcs en Hongrie. La jeune princesse, dont la beauté et la grâce font les beaux jours de la cour, mène alors une vie joyeuse et galante, bien loin des tracas causés par son mariage. 
En 1685, la princesse de Conti est atteinte d'une violente attaque de petite vérole. Son époux rentre rapidement de Hongrie et s'enferme dans la chambre de sa femme, allant jusqu'à la soigner lui-même. Le couple est uni et se réconcilie mais, hélas, si la princesse échappe à la mort et aux ravages de la maladie, son mari la contracte et succombe en quelques jours. Il meurt le 9 novembre 1685 et est enterré dans le caveau des Conti.

### Les déboires de l'amour
Veuve à 21 ans et disposant d'une fortune colossale, la désormais princesse douairière de Conti est une femme libre et convoitée tant par les hommes que par les femmes. La princesse palatine, l'en taquine ouvertement, ce qui lui vaut les foudres royales par Madame de Maintenon interposée. La beauté de la princesse est d'une telle renommée que le sultan du Maroc, Ismail ben Chérif, en tombe amoureux sur la simple description de son ambassadeur et la fait demander en mariage, ce que Louis XIV refuse poliment. La princesse est proche de son demi-frère le Grand Dauphin, qui réside au château de Meudon. En cet endroit, toute la compagnie parle ouvertement de la succession et du futur règne. On nomme cette assemblée le « parvulo » ou la « clique de Meudon ».

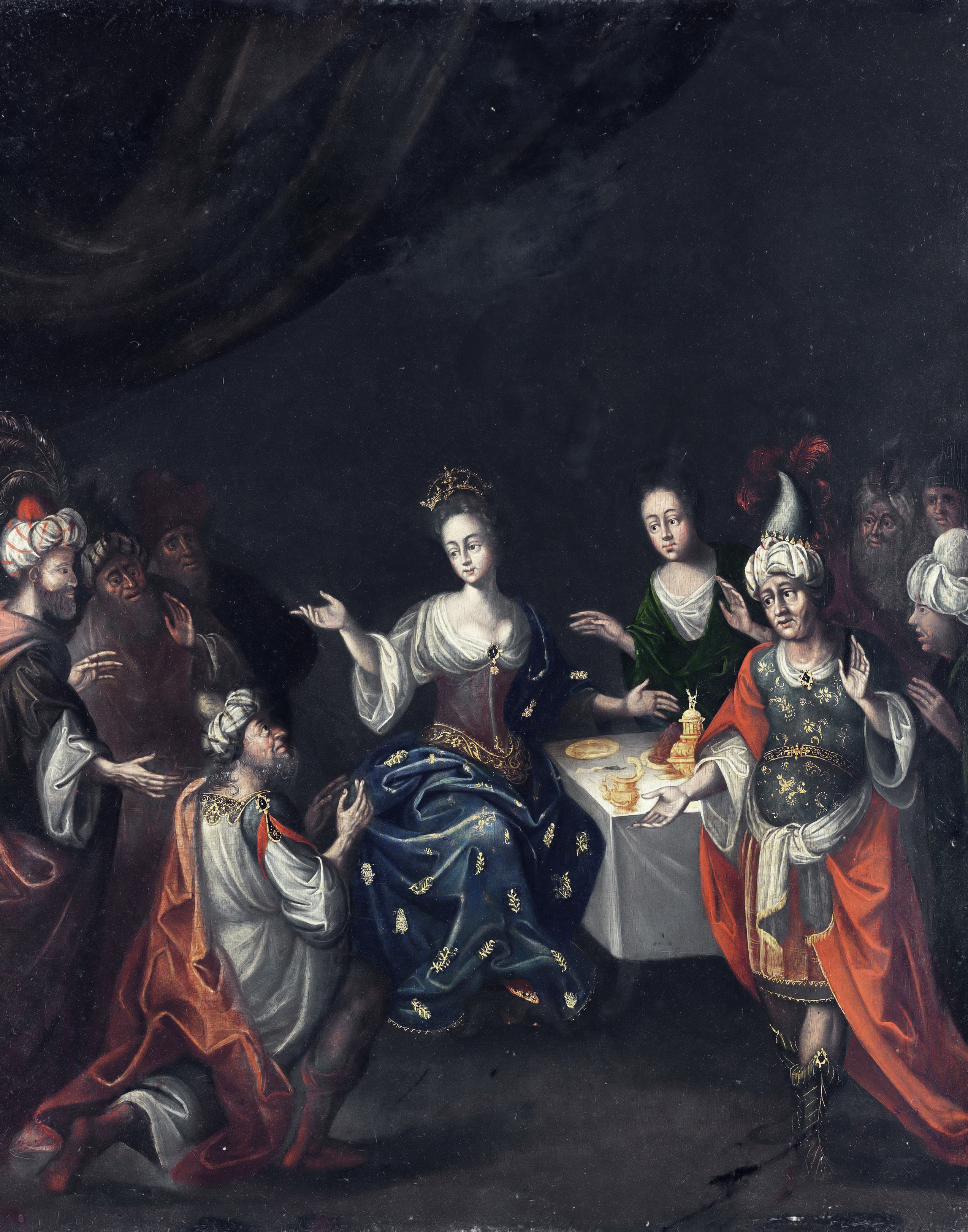
Marie-Anne de Bourbon refusant la demande en mariage de la part de Moulay Ismaïl, sultan du Maroc par École française, XVIIe siècle.

Marie-Anne de Bourbon-Conti, duchesse de Bourbon, avait l'âme d'un poète dans une cour dont les mœurs fort relâchées étaient de rigueur et ne craignait pas une certaine gauloiserie. Elle avait envoyé comme présent pour sa fête à son cousin Henri-Jules de Bourbon-Condé, fils du Grand Condé, une chanson dont voici le texte :
Dans ce grand jour de votre fête,

Chacun vous offre son présent ;

Le mien quoique le moins honnête,

Peut-être aura votre agrément.

Ce n’est qu’une chanson badine

Que je prétends vous présenter ;

La matière en est noble et fine,

Préparez-vous à la goûter.

Cette noble et fine matière,

Sur quoi cette chanson s’étend,

C’est celle qui sort du derrière

Et qui d’abord au nez vous prend…

Mais ne faites point de mystère…

Si le mot étron est farouche

Pour ceux qui l’entendront chanter,

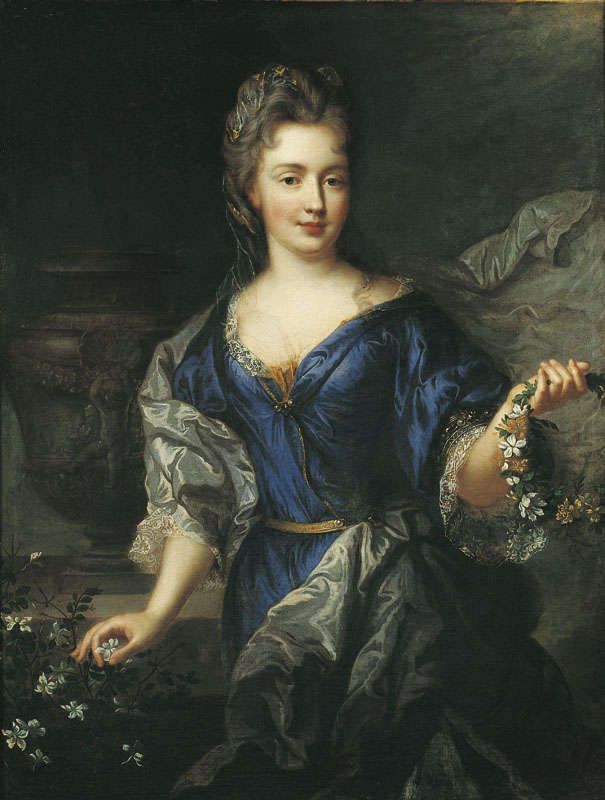
Marie-Anne de Bourbon, par François de Troy

Quand il vous viendra dans la bouche

Vous n’aurez plus qu’à l’avaler.

Mais ne faites point de mystère,

C’est un mets des plus succulents.

La merde ne doit pas déplaire,

Chacun la fait avec ses dents…
— Roger Peyrefitte, Voltaire, sa jeunesse et son temps, Albin Michel, 1985, p. 104
À Meudon, la princesse s'éprend d'un capitaine des gardes, le chevalier de Clermont-Chaste, qui veut profiter de la situation et devenir un courtisan influent. Il est dans le même temps l'amant d'une suivante de la princesse, qui elle-même est la maîtresse du dauphin. Les deux amants s'imaginent qu'en contrôlant ainsi le frère et la sœur, ils pourraient jouer un rôle important et lucratif lorsque le dauphin montera sur le trône. Cependant, le complot est découvert par le roi et l'idylle brisée. La dame d'honneur, Émilie de Joly de Choin, est renvoyée discrètement pour ne pas indisposer le dauphin, qui finira par l'épouser secrètement en 1695. Les relations si chaleureuses entre le frère et la  sœur se refroidissent à jamais. Pour autant, Marie-Anne reste la fille préférée du roi et elle visite souvent sa mère dans son couvent, mais cette mésaventure fait d'elle la risée de ses demi-sœurs. 

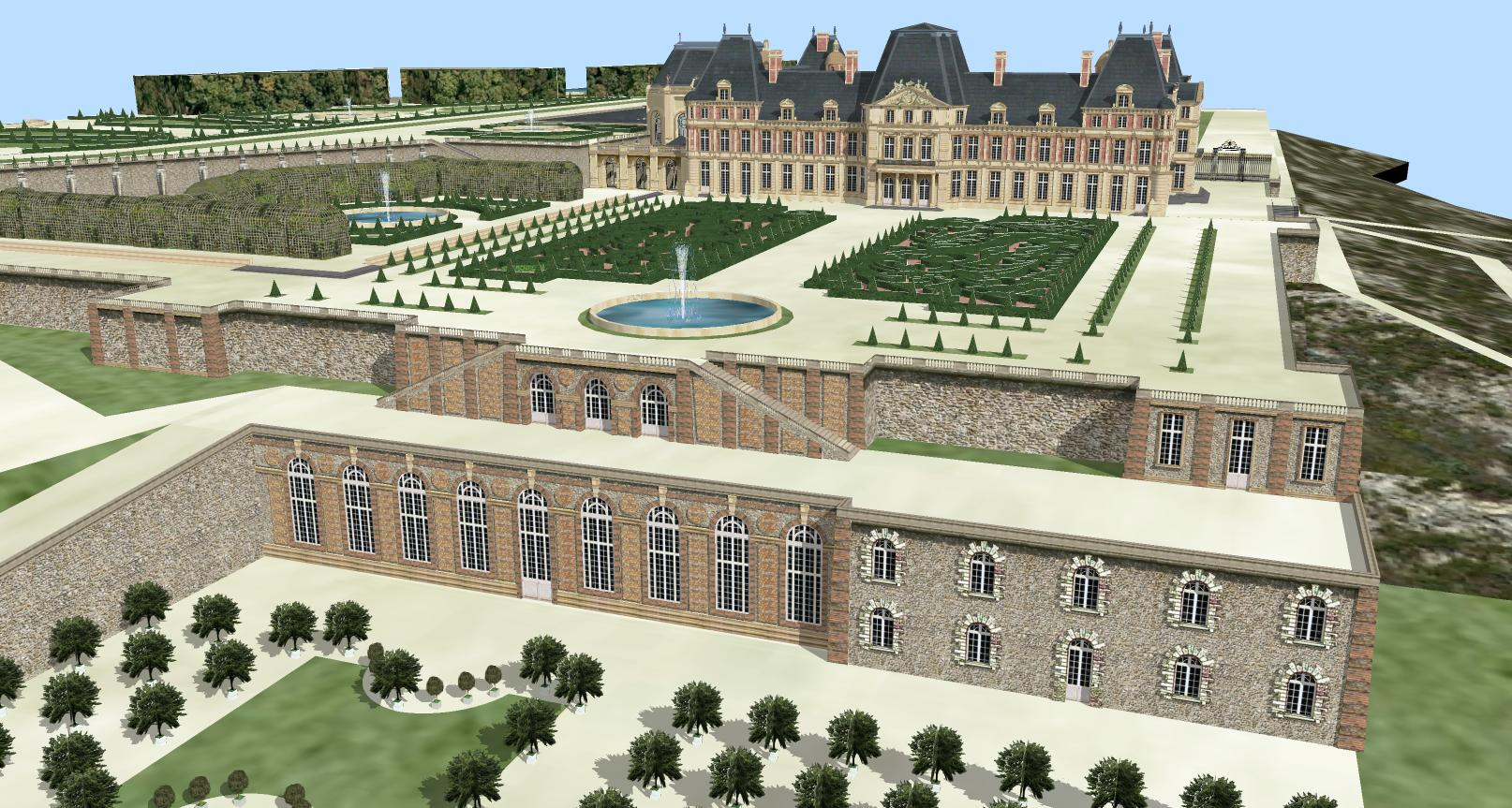
Restitution virtuelle du Château-Vieux de Meudon par Franck Devedjian, 2011.

Ses demi-sœurs la brocardent ouvertement devant toute la cour, ce qui donne lieu a des échanges peu amènes et peu dignes entre princesses du sang. La marquise de Maintenon, aux ordres du roi, tente de maintenir une certaine dignité au sein de cette famille royale compliquée dont elle ne fait pourtant pas officiellement parti. 

### La fin du règne
En 1697, le duc de Bourgogne, fils aîné du dauphin, épouse Marie-Adélaïde de Savoie. La jeune femme fait très rapidement la conquête d'un Louis XIV vieillissant et de son épouse secrète, suscitant la jalousie de Marie-Anne et de ses sœurs. En 1698, elle transmet le duché de La Vallière à son cousin. Elle prétend un moment, mais en vain, épouser son petit-neveu, le duc d'Anjou devenu le roi Philippe V d'Espagne en 1700. Devenue princesse de Conti première douairière en 1709, elle perd l'année suivante sa mère et en porte le deuil au grand dam des filles de la marquise de Montespan qui, n'étant pas « officiellement » les enfants de leur mère, n'avaient pu en faire autant lors de son décès alors survenu trois ans plus tôt. 

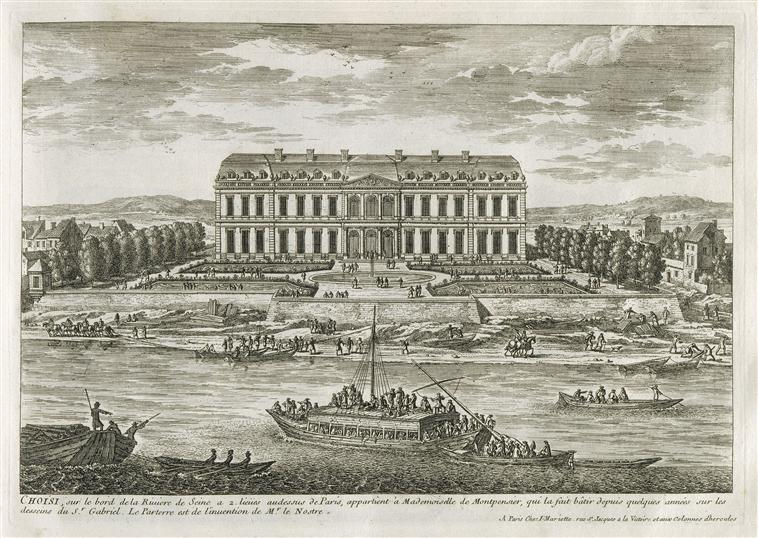
Le château de Choisy au temps de la Grande Mademoiselle par Gabriel Pérelle, XVIIe siècle.

En 1711, le dauphin meurt, ruinant les espoirs de ses partisans. Les partisans du duc de Bourgogne, alors fils du dauphin devenu dauphin à son tour, jubilent mais déchantent très vite puisque, quelques mois plus tard, le jeune homme meurt à son tour, ne laissant qu'un fils de deux ans, le futur Louis XV. En 1713, la princesse douairière de Conti fait l'acquisition de l'hôtel de Lorge, rue Saint-Augustin à Paris, où elle s'installe en 1715 après la mort de son père. En 1716, elle fait l'acquisition du château de Choisy. Elle conservera ses deux propriétés jusqu'à sa mort. En 1718, elle achète le château de Champs-sur-Marne et en cède la nue-propriété à son cousin.

### Fin de vie

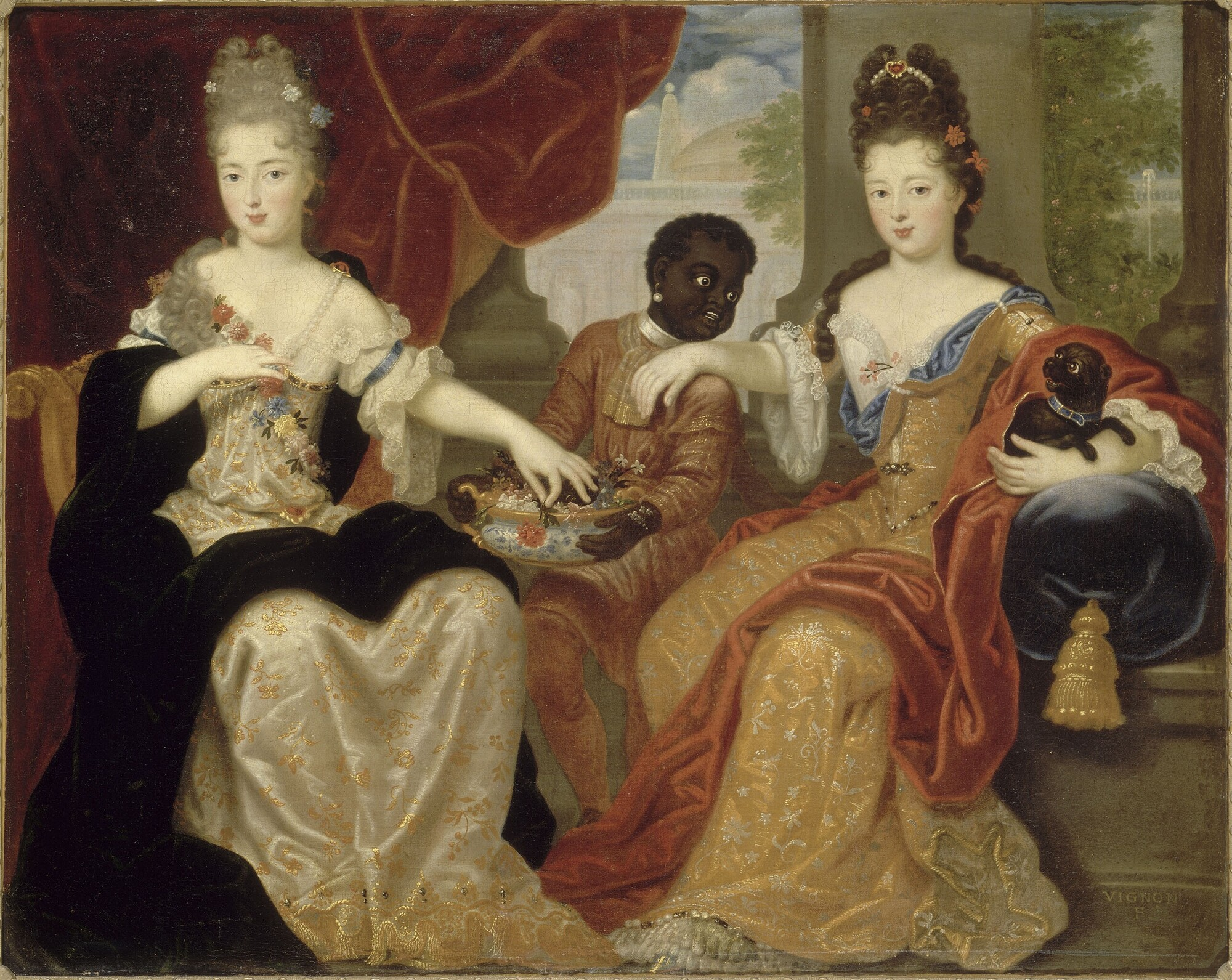
Mademoiselle de Blois et Mademoiselle de Nantes, servies par leur esclave noir, vers 1690.

Connue pour sa droiture et son élégance, elle est chargée par son cousin et beau-frère, le Régent, de faire toute l'éducation de l'infante Marie-Anne-Victoire d'Espagne, fiancée de Louis XV de 1721 à 1725. Lorsque l'alliance entre le roi et l'infante est rompue, la princesse se retire dans ses châteaux où elle mène une vie de plus en plus recluse. Au cours de sa vie, la princesse fut longtemps en désaccord avec ses demi-sœurs, Mademoiselle de Nantes et Mademoiselle de Blois, filles de la marquise de Montespan. Malgré cela, avant de mourir, elle obtint que ses sœurs, qui étaient fâchées, se réconciliassent. Décédée le 3 mai 1739, elle est enterrée à Paris dans la chapelle de la Vierge de l'église Saint-Roch. Une plaque commémorative est gravée en son nom.

## Titres
- 2 octobre 1666 - 14 mai 1667 : Marie-Anne de Bourbon.
- 14 mai 1667 - 16 janvier 1680 : Marie-Anne de Bourbon, légitimée de France, « Mademoiselle de Blois ».
- 16 janvier 1680 - 9 novembre 1685 : Son Altesse Sérénissime Madame la princesse de Conti.
- 9 novembre 1685 - 3 mai 1739 : Son Altesse Sérénissime Madame la princesse de Conti douairière ou Madame la princesse de Conti première douairière, duchesse de La Vallière.